# Caprile
Caprile é uma comuna italiana da região do Piemonte, província de Biella, com cerca de 210 habitantes. Estende-se por uma área de 11 km², tendo uma densidade populacional de 18,5 hab/km². Faz fronteira com Ailoche, Coggiola, Crevacuore, Guardabosone (VC), Portula, Postua (VC), Pray, Scopello (VC), Trivero.

## Demografia
| Variação demográfica do município entre 1861 e 2011                               |
|                                                                                   |
| Fonte: Istituto Nazionale di Statistica (ISTAT) - Elaboração gráfica da Wikipedia |